# Кастелнуово Калчеа
Кастелнуово Калчеа (итал. Castelnuovo Calcea) је насеље у Италији у округу Асти, региону Пијемонт.
Према процени из 2011. у насељу је живело 307 становника. Насеље се налази на надморској висини од 226 м.

## Становништво
| 1936. | 1951. | 1961. | 1971. | 1981. | 1991. | 2001. | 2011. |
| ----- | ----- | ----- | ----- | ----- | ----- | ----- | ----- |
| 1.795 | 1.482 | 1.188 | 1.003 | 887   | 795   | 779   | 765   |